# Admiralskegel
Der Admiralskegel (Conus ammiralis) ist eine Schnecke aus der Familie der Kegelschnecken (Gattung Conus), die im Indopazifik verbreitet ist. Sie ernährt sich vorzugsweise von anderen Schnecken.

## Merkmale
Conus ammiralis trägt ein mäßig festes bis schweres Schneckenhaus, das bei ausgewachsenen Schnecken 3,5 bis 11 cm Länge erreicht und dessen Gewicht bei gleichem Umfang je nach Wanddicke um 50 % variieren kann. Der Körperumgang ist kegelförmig bis bauchig-kegelförmig, der Umriss unterschiedlich konvex im Viertel zum Apex hin, zum anderen Ende hin fast gerade und in der Mitte gelegentlich leicht konkav. Die Schulter ist gewinkelt, bei der Unterart C. a. ammiralis glatt mit Ausnahme von Knoten bei Individuen mit körnigen Rippen am Körperumgang, bei der Unterart C. a. pseudocedonulli dagegen stark knotig. Das Gewinde ist niedrig bis mäßig hoch, sein Umriss gerade bis konkav. Der Protoconch hat einen maximalen Durchmesser von 0,9 mm. Die darauf folgenden 4 Umgänge sind schwach knotig, bei C. a. pseudocedonulli sind jedoch alle Umgänge knotig. Die Nahtrampen des Teleoconchs sind flach bis leicht konkav und haben eine zunehmende oder auch 4 bis 6 feine Spiralrinnen, an deren Stelle in den letzten drei Umgängen zahlreiche Spiralstreifen treten. Am Körperumgang sitzen an der Basis in der Regel dicht gedrängt schwache bis obsolete Spiralrippen. In manchen Populationen, so auf den Molukken und den Salomonen, gibt er auch Individuen mit körnigen Gehäuseoberflächen.
Die Grundfarbe des Gehäuses ist weiß. Der Körperumgang hat 2 bis 6 unterschiedlich breite blassorangefarbene bis dunkelbraune spiralige Streifen, in denen dunkle spiralige wie auch axiale Linien verlaufen und die durch kleine bis große, weiße, bisweilen miteinander verbundene zeltförmige Flecken unterbrochen sind. Unter der Schulter an der Basis und zwischen den farbigen Streifen bilden feine gelbe bis hellbraune Linien ein zartes Netzwerk mit weniger zeltförmigen Flecken. Dabei kann dieses Muster variieren. Der Protoconch ist rosa. Die ersten Nahtrampen des Teleoconchs sind meist abgenutzt und haben eine rosa bis weiße Farbe, manchmal mit braunen Flecken an den Außenrändern. Die späteren Nahtrampen haben hell- bis dunkelbraune strahlig verlaufende Flecken mit dunkleren Radiallinien. Die Gehäusemündung ist weiß, weiter drinnen gelegentlich orangebraun. Das Periostracum ist hellbraun, dünn, durchscheinend und glatt.
Die Oberseite des Fußes ist weiß mit braunen Flecken und einem mittleren schwarzen Fleck am Vorderende. Die Vorderkante des Fußes ist orangerot, die Hinterkante orange, die Seitenkanten schwarz. Hinten verlaufen über die Oberseite des Fußes seitlich schwarze Streifen. Die Fußsohle ist hellbraun bis weiß mit braunen Flecken, die Schleimdrüse des Fußes rot umrandet. Der Kopf (Rostrum) ist weiß und geht neben den Fühlern in hellbraun über. Der Rüssel (Proboscis) ist weiß, weiter hinten gelb und vorn orangerot. Die weißen Fühler haben eine orangerote Spitze und an der Basis dorsal einen schwarzen Fleck. Der Siphon ist weiß und distal orangerot mit einer schwarzen Bande auf etwa einem Drittel von der Spitze. Er ist im proximalen Abschnitt braun quergefleckt, rückenseitig dunkler.
Die mit einer Giftdrüse verbundenen Radula-Zähne haben an der Spitze zwei Widerhaken und sind gesägt, in einer Zacke endend.

## Verbreitung und Lebensraum
Conus ammiralis ist im Indopazifik im Roten Meer, um die Maskarenen, Fidschi, Vietnam, den indomalayisschen Archipel, die Philippinen, Marshallinseln, Neukaledonien, die Salomonen, Thailand, Vanuatu und Australien (Northern Territory, Queensland, Western Australia) in Meerestiefen von 2 m bis 240 m verbreitet: in Queensland 50 bis 150 m, den Philippinen 20 bis 240 m. Er lebt auf feinem bis grobem und schlammigem Sand, oft unter Felsen oder zwischen Algen.

## Entwicklungszyklus
Wie alle Kegelschnecken ist Conus ammiralis getrenntgeschlechtlich, und das Männchen begattet das Weibchen mit seinem Penis. Das Weibchen legt etwa 331 µm große Eier, woraus geschlossen wird, dass die Veliger-Larven mindestens 12 Tage lang frei schwimmen, bevor sie niedersinken und zu kriechenden Schnecken metamorphosieren.

## Ernährung und Fressfeinde
Die Beute von Conus ammiralis besteht überwiegend aus Schnecken, insbesondere Flügelschnecken (Strombidae). Er selbst wird allerdings vom Marmorkegel (Conus marmoreus) erbeutet.